# Terremoto de Cachemira de 2005
El terremoto de Cachemira (también conocido como terremoto del subcontinente Indio, terremoto del norte de Pakistán y terremoto del sur de Asia) tuvo lugar el 8 de octubre de 2005 en la región de Cachemira entre India y Pakistán. Su magnitud fue de entre 7.6 según USGS de Estados Unidos, 7,7 grados Escala de magnitud de momento, según el servicio geológico de Rusia CCD y 7,8 grados según Japón. Este es el terremoto más fuerte que haya experimentado la región en el último siglo.
El sismo afectó a India, Pakistán y Afganistán dejando cerca de 86.000 muertos y más de 106.000 heridos, de acuerdo a estimaciones oficiales de Pakistán e incluyendo las víctimas en India (1400 muertos) y Afganistán (4 muertos). Se estima que un mínimo de 3 millones de personas perdieron sus hogares, mientras que según la ONU un total de 4 millones de habitantes fueron afectados.

## Datos del terremoto

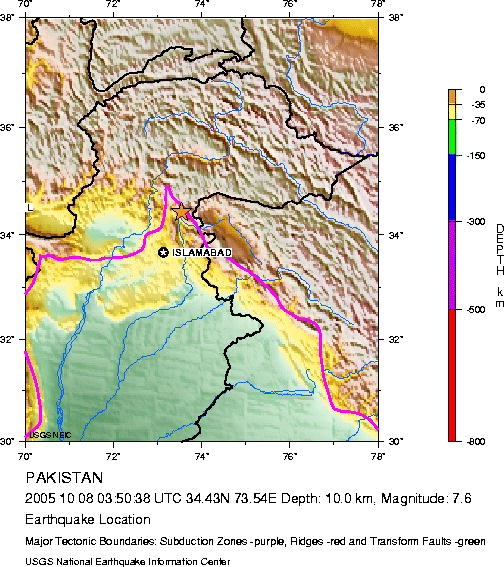
Mapa del epicentro del seísmo.

El epicentro del terremoto tuvo lugar en las coordenadas 34° 26′ 35″N 73° 34′52″E, a 22 km al noreste de Muzaffarabad, y a aproximadamente 95 km al nornoreste de Islamabad); el hipocentro se encontraba a una profundidad de 26 km. El sismo se produjo en la parte administrada por Pakistán de Cachemira, aunque también afectó la provincia pakistaní de la frontera noroeste y sectores del sur y el oeste del valle de Cachemira. Partes de la provincia de Panyab también se vieron alteradas, mientras que la ciudad de Karachi experimentó una réplica de 4,6 grados de magnitud en la escala de Richter.
El violento movimiento telúrico tuvo lugar a las 03:50:38 UTC, sacudiendo el norte de Pakistán y afectando además a sectores de la India y Afganistán. El mismo se extendió por aproximadamente 2 minutos, mientras que otras réplicas afectaron el área poco después, siendo la mayor de ellas otro movimiento telúrico que alcanzó los 6,3 grados en la escala de Richter.
En el momento en que tuvo lugar el sismo, la mayoría de los habitantes de las zonas afectadas se encontraba durmiendo.

### Réplicas
Después del terremoto, otros terremotos secundarios sacudieron a la región. Un total de 147 réplicas fueron registradas en el primer día después de que el terremoto inicial golpeara a la región a las 03:50 UTC, uno de los cuales alcanzó la magnitud de 6,2 siendo catalogado como terremoto mayor. Unas 28 de esas réplicas se sucedieron con una intensidad superior a los 5 grados de magnitud en la escala de Richter y fueron registrados en las 36 horas posteriores al terremoto inicial.

## Geología
El terremoto se ha originado en una falla compresiva, con acortamiento horizontal, de las muchas que facilitan el levantamiento de los Himalayas unos 5 mm/año. El contexto geotectónico es el de la convergencia entre la placa Australoíndica y la placa Eurasiática a una velocidad de unos 40 mm/año, la cual produjo la colisión de cuatrocientos bloques continentales, el indostánico, desprendido de África, y el eurasiático. Los orógenos de colisión, como este, son especialmente proclives a los terremotos, y ésta es una de las regiones más sísmicas del planeta.

## Cronología

### Sábado 8 de octubre
- 04:05 - Un fuerte movimiento telúrico estremece a la región de Cachemira en el lado pakistaní, afectando además a los países vecinos de Afganistán e India. En Islamabad, los edificios y muros oscilan por un estimado de un minuto. Otras réplicas se producen poco después.
- 04:40 - Los servicios meteorológicos hindúes calculan una magnitud de 6,8 para el sismo.
- 04:50 - El sismo es de una magnitud de 7,6 en la escala de Richter anuncia la agencia científica norteamericana USGS.
- 04:55 - Según los sismólogos japoneses el sismo tiene una magnitud de 7,8 en la escala de Richter.
- 05:00 - El sismo hace importantes daños y probablemente deja víctimas según responsables pakistaníes y otros testimonios.
- 05:05 - Los dos pisos superiores de un edificio residencial colapsan, dejando un número indeterminado de víctimas.
- 05:30 - Según la Red nacional de supervisión sísmica de Estrasburgo, el sismo tuvo una magnitud de 7,6 según la escala de Richter y su epicentro se situó al este de Srinagar en la zona india de Cachemira.
- 05:30 - El sismo destruye completamente un ciudad en la parte pakistaní de Cachemira, anuncia un portavoz militar.
- 05:45 - Al menos dos niños fallecieron en Afganistán, indicó un responsable en Jalalabad, al este del país.
- 06:30 - Un responsable de los servicios Pakistaníes de seguridad indicó que hay decenas de personas fallecidas al norte de Pakistán.
- 06:50 - Se anuncia que otro sismo de una magnitud de 5,8 en la escala de Richter se ha sentido en la provincia indonesa de Aceh al norte de Sumatra.
- 07:10 - La cadena de televisión pakistaní Geo comunica la posible muerte de 25 personas en una localidad de la zona Pakistaní de Cachemira.
- 07:35 - Se anuncia por fuentes militares que quince soldados indios han fallecido y múltiples más están heridos en la zona India de Cachemira.
- 07:35 - Un responsable gubernamental pakistaní habla de “Destrucción masiva”.
- 08:30 - La lista de fallecidos “podría alcanzar un centenar de muertos”, según el jefe de la Unidad de Crisis Pakistaní.
- 08:35 - Al menos treinta y una personas, quince soldados y 16 civiles, han fallecido y más de 300 otros heridos en la parte controlada por India de Cachemira según fuentes oficiales Indias.
- 09:15 - Unas 25 personas habrían fallecido con el colapso de un tribunal al norte de Pakistán y otros diez han fallecido en dos escuelas en la misma región, según la policía pakistaní.
- 09:20 - Más de mil muertos probables en Pakistán, según un portavoz militar.
- 10:20 - Al menos 157 personas fallecieron en la Cachemira India indicó un responsable gubernamental indio.
- 10:40 - Al menos 250 personas fallecieron en Muzaffarabad, la capital de Cachemira en la parte Pakistaní de dicha región indicó un responsable del gobierno.
- 10:50 - Fuertes réplicas del sismo se sienten en Islamabad, provocando pánico en la población.
- 11:00 - La Comisión Europea propone una ayuda de urgencia inicial de hasta tres millones de Euros a las víctimas del terremoto.
- 11:45 - Al menos 157 muertos al noroeste de India, en Cachemira y Jammu según un responsable del gobierno indio.
- 11:50 - “En el contexto global, (el sismo) es una prueba para nosotros, para la nación entera y yo estoy seguro que nos…” declaró el presidente Pervez  Musharraf de Pakistán.

### Domingo 9 de octubre
- 04:20 - Más de 18.000 muertos en Pakistán según un portavoz militar.
- 05:00 - "Más de 18.000 personas fallecidas y 41.000 personas están heridas", anuncia el portavoz de las fuerzas armadas pakistaníes, si bien "las lista de fallecidos continua provisoria". Las primeras ayudas comenzaron a ser despachadas.

### Miércoles 12 de octubre
- 03:12 - La Secretaria de Estado de los Estados Unidos, Condoleezza Rice llega a Pakistán en donde dice "Tengo que afirmar al pueblo pakistaní que la comunidad internacional y los Estados Unidos están a su lado en estos tiempos difíciles".

## Víctimas

### Víctimas confirmadas
Las víctimas confirmadas incluyen:
- 250 cuerpos que se han recuperado en la zona de Cachemira administrada por Pakistán, según autoridades de Muzaffarabad.
- 16 integrantes del ejército que fallecieron en el derrumbe de un búnker en Kupwara, de acuerdo a funcionarios de defensa.
- 39 personas y 150 heridos que se están tratando por lesiones en el hospital SMHS de Srinagar.
- Según la CNN, el ministro pakistaní de la información Shaikh Rashid Ahmad informó sobre la muerte de una niña en el derrumbe de una escuela en Rawalpindi, Pakistán. Según el informe de NDTV otra persona falleció en un hecho similar en Baramulla, en la región india de Jammu y Cachemira, al derrumbarse el edificio en el cual se encontraba.

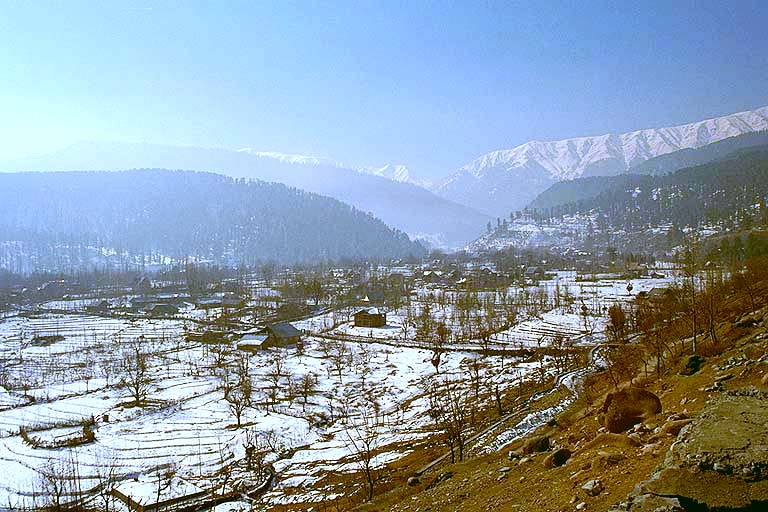
Valle en Cachemira, una de las zonas afectadas por el terremoto.

- Informes iniciales señalaron que los efectos del sismo se sintieron también en Delhi, Panyab, Jammu y Afganistán.
- Según Associated Press, al menos una docena de personas fue herida y posiblemente varias docenas más permanecían atrapadas entre los escombros de un edificio de 19 pisos que se derrumbó en Islamabad.

### Víctimas estimadas
Funcionarios de Muzaffarabad, cerca del epicentro, han indicado que el 50% de los edificios en la ciudad se han destruido, incluyendo la mayoría de los edificios oficiales.

### Daños materiales
- 400 casas destruidas en Jammu y Cachemira; Torre de Hazratbal dañada.
- Dos torres residenciales en Islamabad, creída para contener hasta 75 apartamentos, derrumbados en el temblor. Los oficiales del gobierno pakistaníes en el sitio indicaron que el número de personas afectada por el derrumbe se cuenta en cientos, muchos de quién se temen absolutamente. Los esfuerzos de los salvavidas están en curso.
- El temblor accionó derrumbes, enterrando aldeas y caminos en algunas áreas.
- La carretera de Karakoram se bloquea en varios puntos, obstaculizando esfuerzos de la relevación.
- La fortaleza Moti Mahal de 200 años de antigüedad en el distrito de Poonch, Cachemira, se derrumbó.
- La Televisión pakistaní divulga daño severo extenso a Balakot, Garhi Habibullah, una aldea dentro de Rawalakot, y Muzaffarabad, donde 2.000 personas pueden haber muerto.

## Operaciones de Rescate

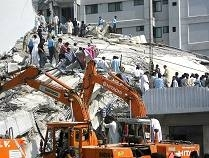
Edificio de apartamentos destruido en Islamabad.

- Se espera la visita del primer ministro indio Manmohan Singh y el líder de la oposición L.K. Advani en las áreas afectadas por el terremoto.[13]

- Cientos de personas fueron trasladadas a los hospitales de Srinagar, la mayor parte de ellas con lesiones graves.

- El ejército pakistaní recibió órdenes de ayudar a toda la población civil que se encuentre en las zonas afectadas por el terremoto. Todos los hospitales civiles y militares se encuentran en estado de emergencia abocados a la situación. El presidente y el primer ministro pidieron a la población que mantenga la calma frente al desastre, y ordenaron a las autoridades pertinentes que evalúen la magnitud de los daños. El primer ministro pakistaní Shaukat Aziz mantuvo contacto telefónico con los gobernantes de cuatro provincias y de Azad Kashmir, para pedirles que pongan todos los recursos y la maquinaria disponibles al servicio de las operaciones de rescate. Afirmó que la administración federal, además de autoridades civiles y militares, se mantiene en estado de alerta, al tiempo que se despacharon provisiones para las víctimas del sismo. La mayor parte de las rutas del sector norte se encuentran cerradas, y algunas de ellas fueron destruidas en su totalidad, por lo que el ejército pakistaní está abasteciendo las zonas afectadas en helicóptero.

- En el sector indio de Cachemira los heridos fueron trasladados al hospital SMHS de Srinagar y al hospital Uri Field, al tiempo que se preparaban nuevos equipos médicos para una mejor atención de los mismos.

## Ayuda internacional
- Alemania - El gobierno alemán envió un equipo compuesto por 15 expertos con perros, especializados en la localización de personas en edificaciones derrumbadas.[14] La Cruz Roja alemana colaboró con carpas, equipos de purificación de agua y hospitales móviles, en forma coordinada con las otras filiales de esa organización que actúan en la región.[15]

- Australia - El secretario parlamentario de asuntos exteriores Bruce Billson ofreció sus condolencias, y anunció la donación por parte de Australia de A$ 500.000 para las operaciones médicas y de rescate, para mejorar la ayuda médica y brindar refugio a los habitantes de las comunidades afectadas.[16]

- Bélgica - El gobierno federal belga asignó €250.000 a la compra de equipos y las actividades de rescate para las zonas afectadas.[17]

- Canadá - El gobierno canadiense aportó 100.000 dólares canadienses a la Cruz Roja, para paliar las necesidades inmediatas. 200.000 dólares adicionales serán enviados al Alto Comisionado Canadiense en Pakistán, para responder a requerimientos urgentes.[18]

- Estados Unidos - La Agencia Norteamericana para el Desarrollo Internacional (United States Agency for International Development) aportó US$ 100.000 en fondos para tareas de emergencia. El ejército estadounidense acercó provisiones y asistió en los esfuerzos de rescate.[19]

- India - El primer ministro Manmohan Singh ofreció equipos para asistencia en terremotos a Pakistán. Altos comisionados de la India y Pakistán se encuentran en contacto para coordinar las actividades de rescate.

- Japón - Japón proporcionará expertos y equipamiento para las operaciones de rescate.[20]

- Turquía - El gobierno turco envió 20 aviones con equipos médicos para las operaciones de rescate.[21]

- Reino Unido - El ministro de Asuntos Exteriores Jack Straw afirmó que Gran Bretaña enviaría 60 expertos a la zona afectada, incluyendo 50 médicos. El secretario de Desarrollo Internacional Hilary Benn anunció un aporte inicial de 10 millones de rupias pakistaníes, el equivalente a cerca de 168.000 dólares.

- República Checa - El primer ministro Jiří Paroubek anunció en declaraciones televisivas que la República Checa contribuirá con 25 millones de coronas checas.[22]
- Cuba - 2.564 médicos cubanos atendieron a las víctimas durante más de ocho meses. Se montaron 32 hospitales de campaña y se entregaron luego a las autoridades sanitarias del país. Más de 1,8 millones de pacientes fueron curados y se salvaron 2.086 vidas. Según el diario británico The Independent, la brigada médica cubana fue la primera en llegar y la última en dejar el país.[23]

### Organizaciones internacionales
- Organización de las Naciones Unidas - Un equipo de rescate compuesto por 8 expertos arribó a Pakistán para colaborar con las operaciones de búsqueda y rescate, coordinar los esfuerzos de ayuda, y determinar el impacto del desastre. Las agencias involucradas incluyen al Fondo de Naciones Unidas para la Infancia, al Fondo de Naciones Unidas para la Población y al Foro Internacional de Organizaciones no Gubernamentales. Ayuda humanitaria compuesta por frazadas, ropas, refugios, alimentos y medicinas fue enviada a las zonas afectadas por el desastre. La Oficina de Coordinación de Asuntos Humanitarios anunció el aporte de US$ 100.000 para ayuda inmediata.[24]

- Unión Europea - La Comisión Europea afirmó que hasta 3 millones de euros de ayuda podrían ser aprobados en un día, en caso de que las organizaciones que trabajan en el lugar del desastre así lo requieran.[25]

- Organización de la Conferencia Islámica (OIC) - El secretario general Ekmeleddin Ihsanoglu expresó su inmenso dolor por la tragedia, y manifestó "sus profundas y sinceras condolencias al gobierno y la población hermana de la República Islámica de Pakistán". A su vez, exhortó a los países miembros de la OIC y a la comunidad internacional a contribuir en la mayor medida de lo posible con asistencia humanitaria, y a ayudar al gobierno y la gente de Pakistán a superar el impacto de esta tragedia.[26]